# 아르타현
아르타현(Άρτα)은 그리스 이피로스 주의 현이다. 현 소재지는 아르타 시이다. 이 곳은 암브라키코스 만 북쪽에 자리잡고 있다. 북동쪽으로 둘러싼 산맥에는 피네이오스 협곡과 테살리아로 가는 길 하나가 있으며, 서쪽으로는 저지의 평원이 펼쳐져 있다. 서쪽에는 프레베자 현, 북쪽에는 이오아니나현, 동쪽에는 트리칼라 현, 동쪽에는 카르디차 현, 남쪽에는 에톨로아카르나니아 현이 있다. 아헬로오스 강이 동쪽 접경을 이루며, GR-5/GR-21과 가까운 곳의 서쪽 접경은 루로스 강이다.
상당수 인구는 서쪽 지역인 아라흐토스 협곡에 살고 있으며, 아르타의 남쪽과 동쪽 지역, 남동쪽 끝부분, 아타마니아 산맥, 북쪽의 남동쪽 일부 지역은 인구가 적다.